# زغابة معوية
الزُغَابَة المعوية أو الخملة أو تزغب أو زغابة (باللاتينية: Intestinal villus) هي نتوء مجهري في بطانة الأمعاء وهي مخملية الشكل شبه اصابع اليد ويتم من خلالها امتصاص المغذيات .

## عملها
بعد وصول الغذاء إلى الأمعاء الدقيقة حيث يكون الجدار الداخلي للامعاء الدقيقة مغطى بطبقة من الزغابات المعوية وتقوم الزغابات بامتصاص المواد العذائية مثل السكر وفيتامينات وتنتقل إليها عبر أ الأوعية الدموية الشعرية من ثم إلى جسم الإنسان وتتطرح الزائد منها الخارج جسم الإنسان.